# Benjamin Martha
Benjamin Martha (Willemstad, 28 november 1981) is een Nederlandse voetballer van Antilliaanse komaf. 
Hij begon bij  RCS en speelde vervolgens in de jeugd van NAC Breda, maar wist het eerste niet te halen. Toen een avontuur bij de amateurs van Rijsoord niets opleverde, leek de linksbenige aanvaller verloren voor het voetbal. Hij meldde zich uiteindelijk aan bij DOTO en hervond in Pernis het plezier in het voetbal. Hij promoveerde met de club naar de hoofdklasse en kende een ijzersterk jaar in het seizoen 2005/06. Martha speelde zo sterk dat RBC Roosendaal het met hem wilde proberen. Zijn debuutseizoen in Roosendaal werd een succes. Voornamelijk als invaller wist hij tot 14 goals in 36 wedstrijden te komen.
In januari 2008 werd Martha geselecteerd voor het nationale elftal van de Nederlandse Antillen. Hij debuteerde als invaller in de slotminuut voor zijn land op 6 februari 2008 in het met 0-1 gewonnen WK-kwalificatieduel bij Nicaragua. 
In april 2008 werd bekend dat Martha geen nieuw contract zou tekenen bij RBC. Martha koos voor een terugkeer naar de amateurs en wel bij Quick Boys. Vanaf het seizoen 2009/10 speelde hij bij het Ridderkerkse RVVH, waar hij in de winter van 2010 ondanks een doorlopend contract vertrok. Martha kwam in het seizoen 2011/12 uit voor Katwijk in de Nederlandse Topklasse. Daarna speelde hij nog voor SC Feyenoord en Kozakken Boys. Per 1 juli 2014 keerde Martha terug bij RVVH in Ridderkerk. In 2017 ging Martha naar SV BZC/Zuiderpark.
Hij is broer van Angelo Martha.